# Erigorgus garugawensis
Erigorgus garugawensis är en stekelart som först beskrevs av Tohru Uchida 1928.  Erigorgus garugawensis ingår i släktet Erigorgus och familjen brokparasitsteklar. Inga underarter finns listade i Catalogue of Life.